# Forza 10 da Navarone
Forza 10 da Navarone (Force 10 from Navarone) è un film del 1978 diretto da Guy Hamilton, basato sull'omonimo romanzo di Alistair MacLean.
Sequel del film I cannoni di Navarone del (1961), che vede Robert Shaw sostituire Gregory Peck nel ruolo di Mallory, e Edward Fox al posto di David Niven nel ruolo di Miller.
Per ricollegarsi con il "precedente", il film comincia con un riassunto delle azioni finali de I cannoni di Navarone, mostrandoci, nel finale modificato, il salvataggio dei due protagonisti (Mallory e Miller), con i volti dei nuovi interpreti.
Altri attori presenti nel film sono Harrison Ford, Carl Weathers, Barbara Bach, Franco Nero, e Richard Kiel..

## Trama
Inghilterra, 1943. Il maggiore Mallory, zoppicante in seguito ad una ferita in azione, viene convocato presso il quartier generale, dove gli viene affidata una delicata missione: deve recarsi in Jugoslavia per cercare e neutralizzare una spia tedesca, che ora si fa chiamare Nikolai Lescovar. Mallory lo aveva già incontrato durante la missione a Navarone, dove li aveva traditi. L'altro militare inglese a conoscerlo è l'artificiere caporale Miller, che si era congedato e viene reintegrato in servizio col grado di sergente.
Vengono inviati in Jugoslavia, aggregati ad una missione americana il cui scopo è segretissimo, denominata Forza 10 e guidata dal giovane e scontroso tenente colonnello Barnsby.
Per non dover dipendere dal comando, con possibili fughe di notizie, tentano di rubare un velivolo americano nella base di Termoli e nella rissa con la polizia militare si aggrega a loro il sergente Weaver, che era agli arresti.
Mentre sorvolano la Jugoslavia il loro aereo viene colpito e la maggior parte dei componenti della squadra viene ucciso o disperso. Riescono a riunirsi i due inglesi, i due ufficiali americani e il sergente Weaver. Messisi in cammino incontrano dei partigiani che li conducono al villaggio, ma poi li consegnano ai tedeschi. Con alcuni stratagemmi riescono a sfuggire e ad unirsi ai veri partigiani.
Qui Mallory scopre che il comandante in seconda è il suo obiettivo, il capitano Nikolai Lescovar, che gode però della fiducia del maggiore jugoslavo. Decidono quindi di unirsi ai partigiani, che hanno l'ingrato compito di sorvegliare un ponte ed impedire ai tedeschi di attraversarlo. A questo punto si scopre che la missione del tenente colonnello Barnsby è proprio far saltare quel ponte.
Mallory e il dinamitardo Miller hanno la soluzione: introdursi nel campo tedesco, rubare degli esplosivi e con questi far saltare la diga a monte, il flusso d'acqua improvviso demolirà il ponte. Durante la missione nel campo tedesco la spia Lescovar tenta di farli cadere in trappola, ma riescono fortunosamente a fuggire e ad eliminarlo. Con le cariche di Miller, Mallory e Barnsby riescono a demolire la diga e a bloccare i tedeschi. I partigiani sono salvi e loro potrebbero finalmente tornare a casa, se non si trovassero sul lato sbagliato del fiume.

## Produzione

### Location
- Jersey, Channel Islands
- Mediterranean Film Studios, Malta (studio)
- Montenegro
- Plymouth Docks, Plymouth, Devon, England, UK
- Shepperton Studios, Shepperton, Surrey, England, UK (studio)
- Yugoslavia

## Distribuzione

### Data di uscita
- 8 dicembre 1978 (USA)
- 12 gennaio 1979 (Italia)

## Accoglienza

### Incassi
- Budget $5.000.000 (stimato)
- Incasso $7.100.000 (USA)

## Curiosità
Nel film viene più volte detto che il capitano Nicolai aveva tradito il commando di Mallory e Miller nella missione di Navarone. In realtà il personaggio di Nicolai nel primo film era l'uomo della lavanderia che veniva sorpreso dal commando a origliare alla porta della loro stanza prima della partenza per la missione.
Durante il film si dice che né Mallory, né Miller, né i militari americani conoscono la lingua tedesca, ma in realtà nel primo film Mallory parlava il tedesco molto bene, ed era proprio uno dei motivi per cui veniva ingaggiato per la missione a Navarone.
I fatti del film si ispirano alla battaglia della Neretva. Nel 1943 una brigata partigiana si trovò circondata da numerose divisioni dell'Asse (non solo tedeschi e cetnici, come nella pellicola, ma anche italiani e croati); il film però si svincola subito dalla storia, perché tratta di un commando alleato che cerca di distruggere un ponte per evitare l'attacco nazifascista e salvare così i partigiani e le loro famiglie. Nel caso della battaglia della Neretva i partigiani comunisti, dopo duri scontri e aver perduto più di metà delle loro truppe tra morti e prigionieri, riuscirono a rompere l'accerchiamento e a fuggire oltre l'omonimo fiume. All'epoca del regime titino in Jugoslavia questo episodio del conflitto fu quasi equiparato alla Lunga Marcia di Mao in Cina e celebrato con monumenti e diverse pellicole liberamente ispirate all'evento storico.. Nel film i cetnici vengono definiti espressamente "collaborazionisti" e del resto tale opinione è largamente condivisa da storici ed esperti della Seconda Guerra Mondiale. Tuttavia, i cetnici erano in realtà un esercito partigiano composto da militari e civili fedeli a re Pietro II di Jugoslavia che combattevano contro Tedeschi, Italiani e Croati per l'indipendenza del loro Paese, riconoscendo l'autorità del loro governo in esilio a Londra. In numerose occasioni tuttavia combatterono contro i partigiani titini (repubblicani e comunisti) e saranno questi ultimi a bollarli come "fascisti" al termine della guerra..
L'aeroplano visibile nelle prime scene del film è uno dei soli due Avro Lancaster mantenuti in condizioni di volo ancor oggi. Uno è il velivolo numero di serie PA474, custodito dal Battle of Britain Memorial Flight presso l'aeroporto di RAF Coningsby (Gran Bretagna); l'altro, immatricolato come FM213, si trova al Canadian Warplane Heritage Museum che ha sede nell'aeroporto internazionale di Hamilton (Canada). Dato che il velivolo PA474 è stato il primo dei due ad essere restaurato (negli anni '60), molto probabilmente è proprio l'esemplare visibile nelle riprese.
Curiosamente nessun Avro Lancaster fu mai usato per aviolanci, al contrario degli altri due bombardieri pesanti quadrimotori inglesi, lo Handley Page Halifax e lo Short Stirling, che in alcuni casi furono riconvertiti per il trasporto di paracadutisti. Fra tutti e tre, infatti, il Lancaster era quello che fu scelto per portare bombe sempre più pesanti, dalla Cookie da 1.800 chilogrammi fino alla "Grand Slam" vicina alle 10 tonnellate di peso. Ad ogni modo, la scelta di mostrare questo aeroplano nelle riprese è dovuta semplicemente al fatto che nessun esemplare di Halifax o Stirling era (ed è) giunto fino a noi integro, e men che meno atto al volo.
Il motivo musicale che accompagna l'impresa di demolizione della diga è tratto dall'ouverture de La sposa venduta, opera comica del compositore ceco Bedřich Smetana.